# Rätan
Rätan är en småort i Rätans distrikt i Bergs kommun och kyrkbyn i Rätans socken vid östra stranden av Rätanssjön strax nordost om Rätansbyn med vilken orten bildade en gemensam tätort 1980 som omklassades till småort 1995 och från 2005. Före 1980 benämndes tätorten av SCB Norra Rätansbyn. Från 2015 klassas bebyggelsen åter som en tätort, men vid avgränsningen 2020 klassades den åter som småort. 
Rätan ligger i södra delen av landskapet Jämtland, på gränsen mot Härjedalen, längs länsväg 315 cirka 100 kilometer söder om Östersund. Byn är en gammal skogsarbetarbygd. 

## Ortnamnet
År 1482 skrevs ortnamnet Rætan. Ordets förled går tillbaka på ett ursprungligt sjönamn Rätt eller Rätte = "den raka", vilket syftar på Rätanssjön. Efterledet kan stå för ett gammalt ord vin = "ängsmark", "betesmark". Ortnamnet skulle då avse betesmarken vid sjön Rätt(e).
Fram till 1645 skrevs namnet "Rett an", vilket är det Norska namnet på byn, och syftar på att
när de pilgrimer som kom vandrande upp genom landet på väg till Nidaros, nådde sjöns södra ände, var det bara att följa sjöns riktning. den "pekar" nämligen mot Stiklestad, och Olof den Heliges dödsplats. Sjön hette då Retten.

## Befolkningsutveckling
| Befolkningsutvecklingen i Rätan/Norra Rätansbyn 1960–2015 | Befolkningsutvecklingen i Rätan/Norra Rätansbyn 1960–2015 | Befolkningsutvecklingen i Rätan/Norra Rätansbyn 1960–2015 | Befolkningsutvecklingen i Rätan/Norra Rätansbyn 1960–2015 | Befolkningsutvecklingen i Rätan/Norra Rätansbyn 1960–2015 |
| --- | --------------------------------------------------------- | --------------------------------------------------------- | --------------------------------------------------------- | --------------------------------------------------------- |
| |                                                           |                                                           |                                                           |                                                           |
| År |                                                           |                                                           | Folkmängd                                                 | Areal (ha)                                                |
| 1960 | 1960                                                      |                                                           | 248                                                       |                                                           |
| 1965 | 1965                                                      |                                                           | 251                                                       |                                                           |
| 1970 | 1970                                                      |                                                           | 263                                                       |                                                           |
| 1975 | 1975                                                      |                                                           | 249                                                       |                                                           |
| 1980 | 1980                                                      |                                                           | 512                                                       | 154                                                       |
| 1990 | 1990                                                      |                                                           | 397                                                       | 154                                                       |
| 1995 | 1995                                                      |                                                           | 197                                                       | 78#                                                       |
| 2000 | 2000                                                      |                                                           | 204                                                       | 78                                                        |
| 2005 | 2005                                                      |                                                           | 197                                                       | 78#                                                       |
| 2010 | 2010                                                      |                                                           | 195                                                       | 75#                                                       |
| 2015 | 2015                                                      |                                                           | 213                                                       | 83                                                        |
| Anm.: Sammanvuxen med Södra Rätansbyn 1980, ej tätort 1995 pga uppdelning. För 1980 och 1990 tätortskod T7924 med namn Rätan, benämndes 1995 Rätan (östra delen). Åter tätort 2015. # Som småort. |                                                           |                                                           |                                                           |                                                           |

## Samhället
I orten finns Rätans kyrka, OKQ8, MaBo jakt och fritid, Tempo, Wärdshuset PaStället, restaurang Follingers i Kojbyn, en naturcamping och Rätans camping.

## Kända personer från Rätan
- Rosa Arbman (1861–1919), författare
- Jon Brännström (1977–), musiker
- Tomas Ledin (1952–), musiker
- Jens Burman (1994–), längdskidåkare